# 4 de Copes
4 de Copes (katalanska för '4 koppar') var en spansk rockgrupp från Formentera. Gruppen gav ut fyra album mellan åren 2002 och 2012, alla med text på katalanska. Gruppens sångerska, gitarrist och låtskrivare Maria José Cardona har därefter, tillsammans med Miquel Brunet, bildat singer-songwriter-duon Imaràntia.

## Historia
Gruppen bildades 2000 i ön Formenteras centralort Sant Francesc de Formentera, med Maria José Cardona som ledarfigur. 2002 gav man i egen regi ut sitt egenbetitlade debutalbum.
2008 presenterades gruppens andra album, sedan man fått kontrakt med det katalanska skivbolaget Discmedi. På Plens d'arena ('Fulla av sand') spelade även Jesús Marí (gitarr), Mariano Menteguiaga (bas), Pedro Verdera (trummor), Joan Barbé (trummor och bas), Eki (bas) och Shanti Gordo (keyboard). Produktionen var i händerna på Juanjo Muñoz och Cris Juanico, med rötter i Gossos respektive Menorca-baserade Ja T'ho Diré.
Två år senare återkom man med No puc parar ('Jag kan inte sluta'), utgivet i egen regi tillsammans med det lokala musiknätverket Ressonadors. Vid sidan av låtar i stil med sina katalanska inspirationskällor Lax'n'Busto och Gossos, fanns här "No em deixis mai" (en cover på "Sweet Child o' Mine" av Guns N' Roses) och den avslutande folkrocklåten "Visca sa mare que ens va parir".
Sommaren 2012 återkom man med sitt fjärde och hittills senaste album. 1, 2, 3 ja! ('1, 2, 3 nu!') gavs ut i samarbete med den lokala talangtävlingen Festerra, som man dessförinnan vunnit. Gruppen, med en sättning inkluderande Cardona, Menteguiaga, Verdera och gitarristen Omar Gisbert, lanserade albumet i samband med årets upplaga av Festes de Sant Jaume – Ibizas stadsfestival – i slutet av juli månad. Utöver en låt av Ibizabördige Rafa Serra var alla låtarna med texter om vardagliga ting skrivna av Cardona, och produktionen var denna gång mer elektronisk.
Därefter bildade Maria José Cardona singer-songwriter-duon Imaràntia, tillsammans med pianisten och musikproducenten Miquel Brunet från Mallorca. 2013 kom man ut med ett egenbetitlat debutalbum. Åtta år senare återkom duon 2021 till rampljuset med sitt andra album, utgivet under titeln Obre les ales ('Bred ut vingarna').

## Diskografi

### 4 de Copes
- 4 de copes (Rana Records/egenutgiven, 2002)
- Plens d'arena (Discmedi, 2008)
- No puc parar (Ressonadors, 2010)
- 1, 2, 3 ja! (Festerra, 2012)

### Imaràntia
- Imaràntia (Ona Edicions, 2013)
- Obre les ales (Ona Edicions, 2021[10])